# 縦と横
縦（たて）は主に垂直や前後の方向を、横（よこ）は主に水平や左右の方向を指す語である。
縦と横は対義語である。

## 概要
縦は垂直（上下）・前後・南北の方向を指す。横は水平・左右・東西の方向を指す。
地図

緯度を縦とし経度を横としている。
見立て
立体や平面の一番長い方向を縦、そのほかの辺などに沿った方向を横という。側面や脇のこと、無関係な方向などを横ということもある。ものを寝かせた状態にすることを「横にする」などと表現することがある。
文化
筆画には「たて」「よこ」という基本筆画が存在する。
産業
織物においては、上下の方向の糸を経糸（たて糸）、左右の方向の糸を緯糸（よこ糸）という。その他の建設や工業においても、縦方向の部材を縦地（たてじ・たての布地のじ）といい、横方向の部材を横布（よこぬの・よこの布地のぬの）といい、縦を「地」といい、横を「布」ともいう。
社会通念・社会学
社会的な関係における上下の構造を「縦の関係」、同じ立場や地位の関係を「横の関係」という。
写真・絵画
長方形を横長方向で製作・表示・陳列することをランドスケープ、縦長方向にすることをポートレイト（またはポートレート）と呼ぶ。

## 基準
地球上で重力の影響を意識するときは、重力の働く方向を縦とし、それと直交する方向を横としている。これと同値なものとして、地球を球と見立てた時に、中心から伸びる放射状の全ての径の方向が縦であり、球の円周の接線を横であると定義することもできる。基準となるものがないときは、人の両目を結ぶ方向を横とし、その軸線と直交する方向を縦という。また円盤状の銀河においては、その円盤が回転する方向の面を横とし、その面と直交する方向を縦としている。